# Ferrocarril Central Argentino

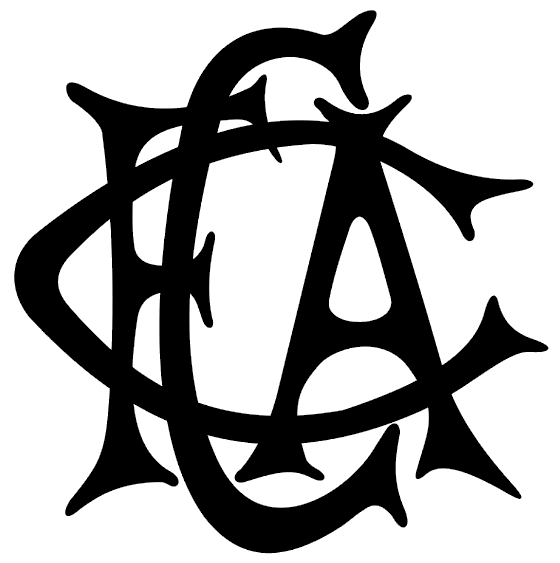
Logo der Gesellschaft

Die Ferrocarril Central Argentino (FCCA), englisch Central Argentine Railway (CA), war eine der „Großen Vier“ Eisenbahngesellschaften in britischem Besitz, die in Argentinien Streckennetze in Indischer Breitspur gebaut und betrieben haben. Sie existierte von 1863 bis 1948.

## Geschichte
Die Central Argentine Railway Company Ltd. wurde 1863 von dem US-amerikanischen Geschäftsmann William Wheelwright in London gegründet. Das Unternehmen baute und betrieb ein Breitspurbahn-Netz mit einer Spurweite von 1676 mm, welches die argentinischen Provinzen Buenos Aires, Sante Fe, Tucumán, Santiago del Estero und Córdoba bediente. Bis 1910 galt die FCCA neben der Ferrocarril Buenos Aires al Pacífico, der Ferrocarril del Sud und der Ferrocarril Oeste de Buenos Aires, als eine der „Großen Vier“ der britischen Breitspurbahngesellschaften in Argentinien.
Die Hauptstrecke der FCCA erstreckte sich vom östlichen Seehafen Rosario nach Córdoba. Sie wurde ab 1863 in Teilstücken in Betrieb genommen und am 17. Mai 1870 in der gesamten Länge eröffnet. Bis 1891 wurde sie von Córdoba nördlich nach San Miguel de Tucumán verlängert. In der Provinz Buenos Aires entstanden zudem mehrere Vorortbahnen die teilweise heute noch in Betrieb sind.

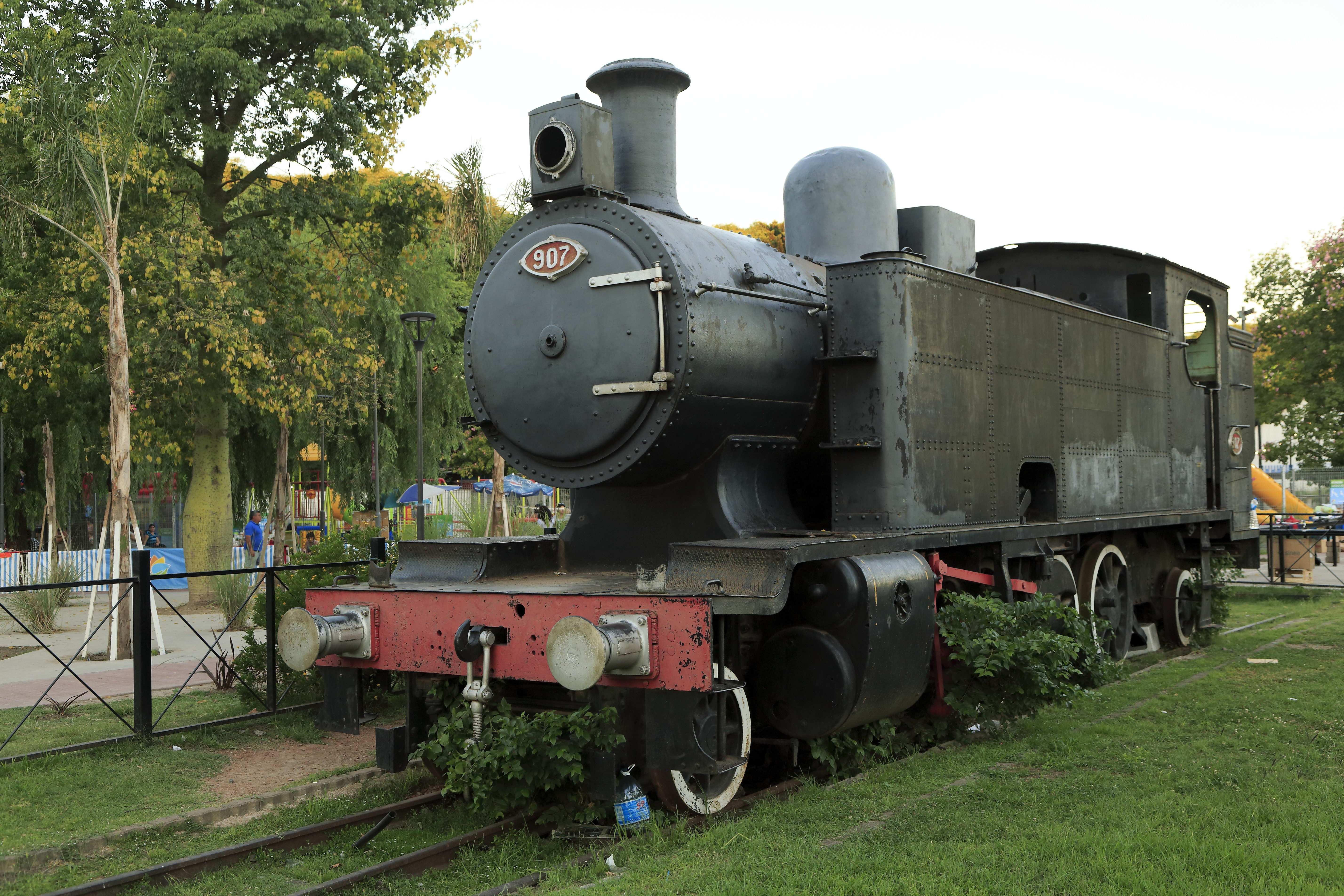
Erhaltene Lokomotive Nr. 907, gebaut 1912 von Robert Stephenson, am Bahnhof in Belén de Escobar

Neben einigen kleineren Gesellschaften übernahm die FCCA 1902 auch die Ferrocarril Buenos Aires a Rosario (FCBAR). Die Strecke Retiro–Tigre war die erste Bahnlinie in Südamerika, die am 1. Dezember 1916 elektrifiziert wurde. Bis 1932 wuchs das Streckennetz auf fast 6000 km Länge an. Die FCCA war ein bedeutender Getreidetransporteur und beförderte unter anderem Mais, Weizen und Leinsamen.
In der Regierungszeit von Juan Perón wurden alle Eisenbahngesellschaften des Landes verstaatlicht. Am 1. März 1948 wurden dazu die argentinischen Staatsbahnen Ferrocarriles Argentinos gegründet, die in sechs eigenständige Direktionen untergliedert wurden. Die FCCA ging dabei in der Ferrocarril General Bartolomé Mitre (FCGBM) auf.

## Fahrzeuge

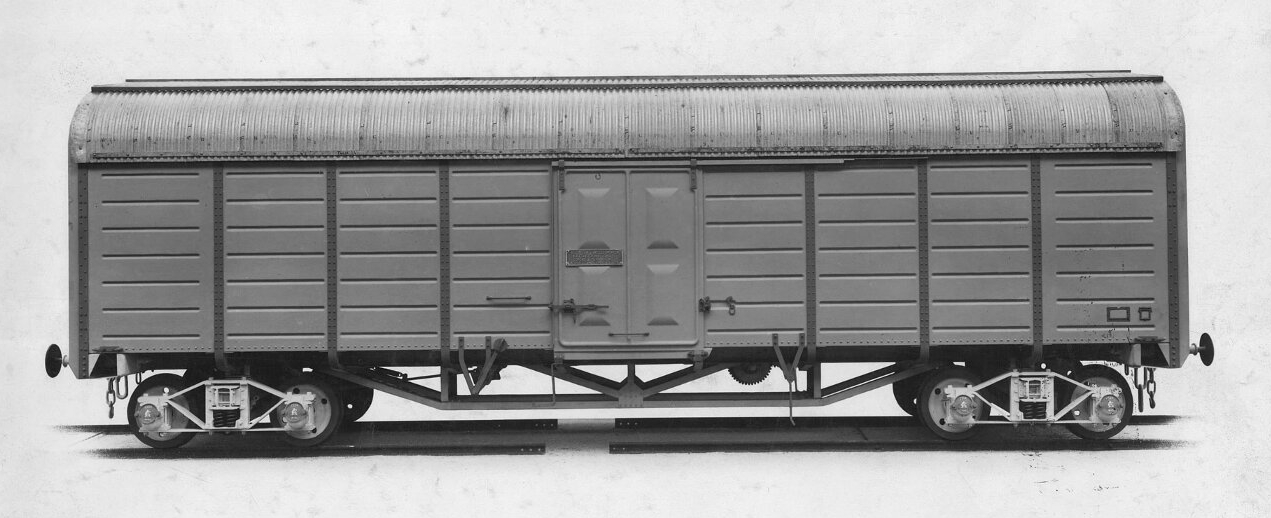
Autotransportwagen der FCCA

Die FCCA war die erste argentinische Eisenbahn, die Gasbeleuchtung in Reisezügen einführte, sowie Schlafwagen und luxuriöse Speisewagen bereitstellte.
1904 war die Gesellschaft im Besitz von 162 Lokomotiven, 208 Personenwagen und 5199 Güterwagen. Bis 1936 stieg der Bestand auf 520 Lokomotiven, 976 Personenwagen und über 20.000 Güterwagen.